# 리틀 니모

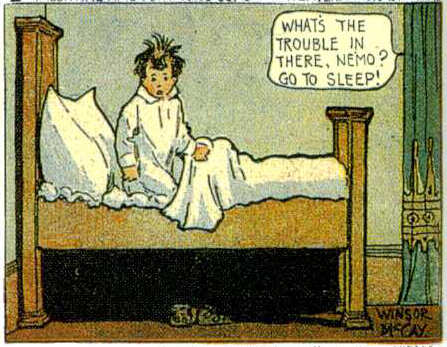
각 스트립이 끝날 때마다 깨어나는 침대 속의 니모(여기서는 1906년 2월 11일)

리틀 니모(Little Nemo)는 미국의 만화가 윈저 맥케이가 창작한 가상의 캐릭터이다. 맥케이의 초기 만화 '드림 오브 더 레어빗 핀드'에서 유래한 이 캐릭터는 이후 스핀오프 시리즈 리틀 니모 인 슬럼버랜드(Little Nemo in Slumberland)로 이어졌다. 매주 한 페이지씩 연재되는 이 만화는 니모가 환상적인 꿈을 꾸는 모습을 묘사했는데, 마지막 컷에서 니모가 깨어나는 장면이 등장한다. 이 만화는 만화 페이지의 형식, 색채와 원근법, 타이밍과 속도, 컷의 크기와 모양, 그리고 건축적 디테일을 비롯한 다양한 요소에 대한 실험적인 시도로 맥케이의 걸작으로 손꼽힌다.
리틀 니모 인 슬럼버랜드는 1905년 10월 15일부터 1911년 7월 23일까지 뉴욕 헤럴드에 연재되었다. 맥케이가 이 만화를 윌리엄 랜돌프 허스트의 뉴욕 아메리칸으로 가져가면서 이 만화의 제목은 "In the Land of Wonderful Dreams"로 바뀌었고, 1911년 9월 3일부터 1914년 7월 26일까지 연재되었다. 맥케이가 1924년 헤럴드로 돌아왔을 때, 그는 이 만화를 부활시켰고, 이 만화는 1924년 8월 3일부터 1927년 1월 9일까지 원래 제목으로 연재되었고, 맥케이가 허스트로 돌아왔다.